# Enriqueta Gastelumendi
Pour les articles homonymes, voir Gastelumendi.
Enriqueta Gastelumendi, surnommée India Varela (en français : « L'indigène de Varela »), née le 15 juillet 1913 dans le département de Río Grande et morte le 29 août 2004 à Ushuaïa, est une sculptrice sur bois argentine d'ethnie selknam. Elle était une des dernières personnes de descendance directe selknam.

## Biographie
Enriqueta Gastelumendi naît le 15 juillet 1913 dans le département de Río Grande, dans le ranch Viamonte. Elle était la plus jeune d'une fratrie de cinq enfants de María Felisa Cusanchi, née Kusanche et morte en 1949, et de Ramón Gastelumendi, mort en 1918. Le nom de famille du père viens du Pays basque.
À cette époque, la population d'« Onas », nom que l'on donnait à l'époque aux Selknam, avait considérablement diminué ; des quatre mille Selknams qui existaient en 1880, il en restait environ cinq cents en 1905, protégés par les missions salésiennes et la mission de la famille Bridges dans les ranchs Harberton et Viamonte. Elle commence la sculpture d'animaux locaux dans du bois de lenga en utilisant très peu d'outils. Quand Gastelumendi a cinq ans, la famille déménage au ranch Harberton, puis au ranch Moat (en), où est décédé son père, avec qui elle entretenait d'excellentes relations. Là, le responsable du ranch était Jesús Varela, qui devient d'abord son beau-père, puis son mari, à la demande de sa propre mère, qui la force à l'épouser. Elle devient veuve en 1959 et se retrouve alors responsable de ses neuf enfants. Elle était surnommée India Varela, soit « L'indigène de Varela », un surnom qu'elle n'appréciait pas dû au lien avec son défunt époux.
Sa fille Esther raconte notamment comment Gastelumendi trouvait sa vie avec Varela difficile, et avait pensé au suicide, mais que la sculpture sur bois l'incitait à continuer à vivre. Elle s'étonnait aussi que ses « petites œuvres » se vendaient. Sa fille la décrit aussi comme une personne très douce et qui ne s'ennuyait jamais, tant elle avait vécu d'histoires.
Elle meurt le 29 août 2004 d'une pneumonie contracté en juin de la même année.
Après sa mort, la Maison municipale de la culture, la bibliothèque d'une des écoles et un des lycées d'Ushuaia sont nommés à son honneur. L'auteur Manuel Tomás Valdivia avait aussi réalisé une entrevue de 30 minutes avec elle. En 1993, elle avait été nommée citoyenne d'honneur d'Ushuaïa,,.

## Œuvres
Ses sculptures étaient vendues à des touristes visitant Ushuaïa et qui voyaient ses œuvres à travers la fenêtre de sa maison, dans la rue centrale San Martín. Jusqu'en 1992, elle travaillait comme professeure dans l'atelier d'expression libre de la Direction de la Culture de la Terre de Feu, à Ushuaia. Dans les années 1980, elle travaille comme professeure de sculpture à l'école salésienne de l'œuvre de Don Bosco à Ushuaïa.